# Länsrätten i Västerbottens län
Länsrätten i Västerbottens län var en av Sveriges länsrätter.  Dess domkrets  omfattade Västerbottens län. Kansliort var Umeå. Länsrätten i Västerbottens län låg under Kammarrätten i Sundsvall.
Länsrätten i Västerbottens län blev den 15 februari 2010 förvaltningsrätt  under namnet Förvaltningsrätten i Umeå.

## Domkrets
Eftersom Länsrättens i Västerbottens län domkrets bestod av Västerbottens län, omfattade den följande kommuner:
- Bjurholms kommun
- Dorotea kommun
- Lycksele kommun
- Malå kommun
- Nordmalings kommun
- Norsjö kommun
- Robertsfors kommun
- Skellefteå kommun
- Sorsele kommun
- Storumans kommun
- Umeå kommun
- Vilhelmina kommun
- Vindelns kommun
- Vännäs kommun
- Åsele kommun

Beslut av kommunala myndigheter i dessa kommuner överklagades därför som regel till Länsrätten i Västerbottens län. Mål om offentlighet och sekretess överklagades dock direkt till Kammarrätten i Sundsvall.